# Дудко, Владимир Савельевич
Влади́мир Саве́льевич Дудко́ (8 февраля 1946, Москва, СССР — 3 ноября 2006) — советский футболист, мастер спорта СССР.

## Карьера
Начинал карьеру в клубе 5 зоны Класса Б «Зарафшане» из Навои. С 1965 года выступал в московском «Динамо», в 1967 году провёл феерический сезон, тогда динамовцы завоевали серебряные медали, а Дудко провёл в чемпионате СССР 25 матчей из 36 и наряду с Геннадием Гусаровым и Валерием Масловым стал оплотом полузащиты, к тому же в 1967 был завоёван и Кубок СССР. В 1969 играл в махачкалинском «Динамо», провёл за клуб 27 матчей, в которых забил 5 мячей. На следующий год вернулся в московское «Динамо», но так и не проведя ни одного матча за москвичей, отправился в одноимённый клуб, но из Ленинграда. В 1971 году перешёл в «Крылья Советов» из Куйбышева. В первом же сезоне за волжан провёл все 42 матча в первенстве и забил 11 голов, 4 из которых были с пенальти. В августе 1971 году Владимиру Дудко удалась серия из четырёх голов в трёх матчах подряд. В том же году он играл за сборную РСФСР. В 1975 году завершил карьеру в «Торпедо» из Владимира.

## Достижения
- Серебряный призёр чемпионата СССР: 1967
- Обладатель Кубка СССР: 1967, 1970